# Munchin
|  | Dieser Artikel wurde aufgrund von akuten inhaltlichen oder formalen Mängeln auf der Qualitätssicherungsseite des Portals Christentum eingetragen. Bitte hilf mit, die Mängel dieses Artikels zu beseitigen, und beteilige dich bitte an der Diskussion. |

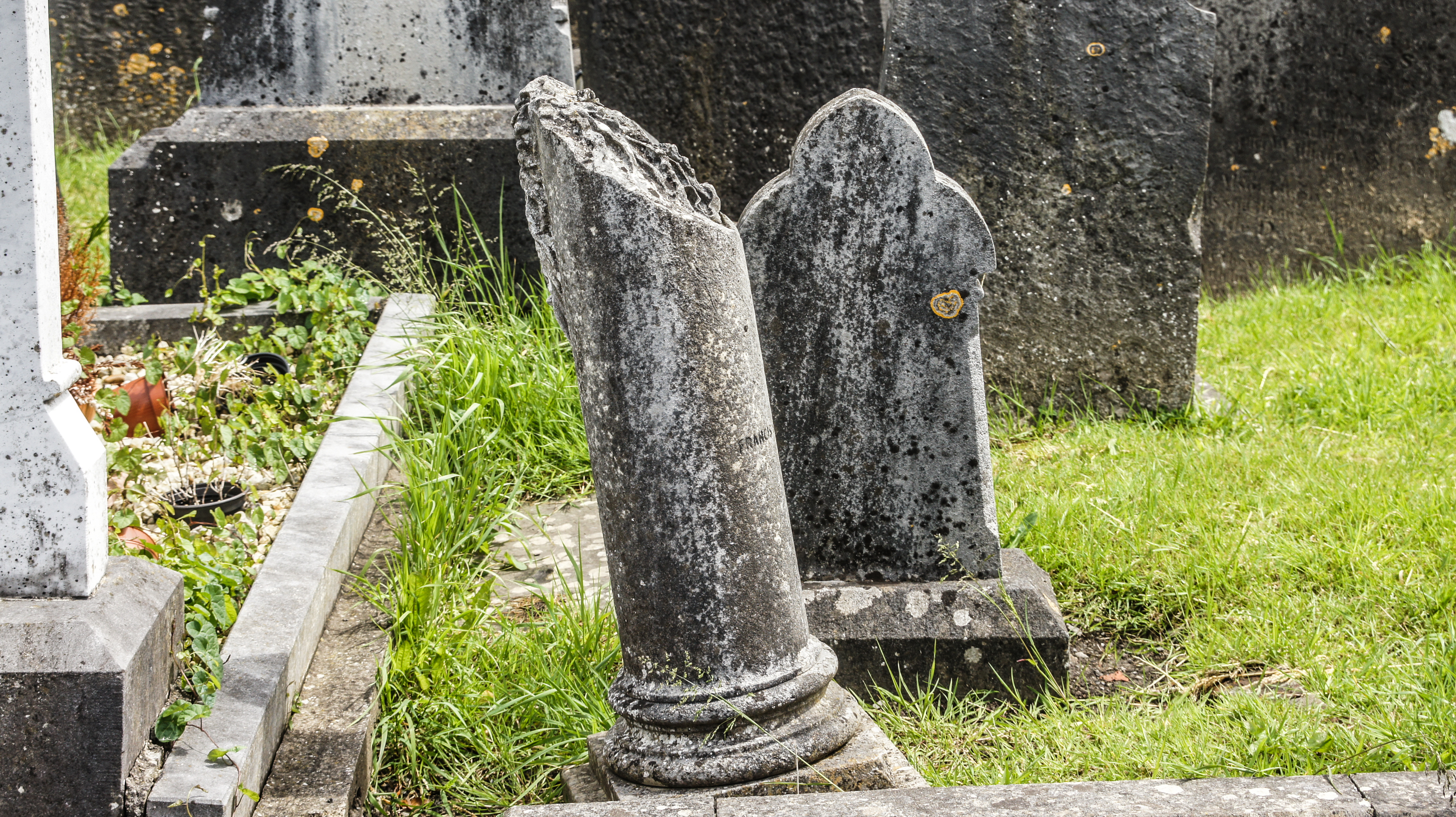
St. Munchin’s Church Graveyard, Limerick

Munchin (deutsch: der kleine Mönch, irischer Name: Mainchín mac Setnai, auch: Mainchín, Maincin, Manchén, Manchen, Munchin, Mannix, Luimnich, Luimnech; lat.: Mainchinus, Munchinus Beiname: der Weise) (* (?) auf der Insel Clonroad, heute Ennis, Irland; † im 6. / 7. Jahrhundert in Luimneach heute Limerick) war ein Mönch und erster Bischof von Limerick. Der heilige Munchin war der Gründer und Abt der Kirche von Luimneach (heute Limerick), erster Bischof von Limerick und späterer Heiliger und Schutzpatron der Stadt Limerick. Sowohl seine Herkunft und seine Lebensdaten als auch das Datum seiner Verbindung mit der Stadt sind umstritten.
Einige Forscher glauben, dass der heilige Munchin von Limerick mit einem Mancenus identisch sein könnte, der ein sehr religiöser Mann und ein in der Heiligen Schrift bewanderter Gelehrter gewesen sein soll. Als das Christentum im Jahr 434 von St. Patrick unter den Untertanen von Amalgaid, dem König von Connaught, eingeführt wurde, wurde dieser Mancenus als Bischof in diesem Teil des Landes eingesetzt. Es scheint jedoch unwahrscheinlich, dass ein so tüchtiger und angesehener Seelsorger von seinem eigenen Missionsgebiet abberufen wurde, um die Leitung eines in Limerick errichteten Lehrstuhls zu übernehmen, der lange nach dem Zeitpunkt seiner Ernennung errichtet wurde.

## Abstammung
Eine Überlieferung besagt, dass er der Neffe von Bloid, einem König von Thomond, war, während eine andere besagt, dass er einer der drei Söhne von Setna, der Enkel von Cas und der Urenkel von Conell von den Dalgais war, die aus der Gegend von Lahinch und Ennistymon im County Clare stammten. Ein weiter Urgroßvater war Cairthenn, der von St. Patrick in Singland getauft wurde. Dies würde ihn zu einem Vorfahren des irischen Hochkönigs Brian Boru machen. Eine unzuverlässige Quelle nennt die Mutter von Munchin Inghean Bhaoith, die Schutzpatronin von Killinaboy in Clare. Die örtliche Überlieferung identifizierte zwei Schutzheilige der Kirchen in Limerick als Schwestern des Heiligen, nämlich Rosa of Kilrush in der Gemeinde St. Munchin's und Lelia of Killeely.

## Wirken
Nach einer Jugend im Kriegsdienst für seine Familie wurde er Mönch. Auf ihm vom König der Dál gCais zur Verfügung gestellten Land gründete Munchin demnach die Kirche von Luimneach. Es heißt, er habe 630 die ursprüngliche St. Munchin's Church in Limerick gegründet, an dem heutigen Standort der gleichnamigen Kirche der Church of Ireland. Ihm wird auch die Gründung einer Kirche namens Cill Mainchín auf Inis Sibhton zugeschrieben. Außerdem gründete er eine Kirche auf der Insel Fidh-Inis, die in dem großen Mündungsgebiet des Fergus in den Shannon liegt. Munchin war angeblich der Gründer des Klosters Mungret, obwohl dieses Kloster auch dem Heiligen Patrick und dem Heiligen Nessan zugeschrieben wird.

## Schutzpatron
Auch wenn wenig über den Heiligen Munchin bekannt ist, ist es doch bemerkenswert, dass die Stadt ihn so sehr schätzte, dass sie ihn zum Schutzpatron ernannte, obwohl er dafür bekannt ist, die Stadt verflucht zu haben. Der ursprüngliche Name der Stadt Limerick, Luimneach, stammt von einer Variante von Munchins Namen, Luimnich oder Luimnech. Der Gedenktag von St. Munchin wird am 2. Januar gefeiert.
Eine Legende berichtet, dass er beim Bau der Kirche von Limerick die Einheimischen um Hilfe bat, diese sich aber weigerten, so dass er einen Fluch, der besagte, dass die Fremden gedeihen und die Einheimischen zugrunde gehen würden, aussprach.
Munchin ist auch der Schutzpatron von Brug Ríg, dem heutigen Bruree bei Limerick, dem ehemaligen Königssitz der Uí Fidgenti. Versteckt in der Mitte des Dorfes, in der Nähe des Flusses Maigue, befindet sich auch heute noch der heilige Brunnen von St. Munchin, an dem der Heilige Munchin um einen Schluck Wasser gebeten haben soll. Als er ihn nicht bekam, schlug er mit seinem Stab auf den Boden. An der Stelle, an der sein Stab aufschlug, brach Wasser aus dem Boden. So erhielt er sein ersehntes Wasser.

## Sonstiges
In Cameron, Missouri, ist sowohl eine Kirche als auch ein Friedhof dem heiligen Munchin gewidmet. Die Pfarrei wurde 1857 mit zwölf eingewanderten Familien und einem Pfarrer aus Limerick gegründet.